# 3995 Sakaino
A 3995 Sakaino (ideiglenes jelöléssel 1988 XM) a Naprendszer kisbolygóövében található aszteroida. Takuo Kojima fedezte fel 1988. december 5-én.